# Teram Kangri
Die Teram Kangri-Gruppe (chinesisch 特拉木坎力, Pinyin Tèlāmùkǎnlì) ist ein Bergmassiv im Siachen Muztagh, einem Teilbereich des Karakorum.

## Lage und Eigenschaften
Der höchste Gipfel der Gruppe und des Siachen Muztagh ist der Teram Kangri I. Er liegt an der Grenze zwischen China und dem umstrittenen Siachen-Gletscher-Gebiet nahe der Line of Control zwischen Indien und Pakistan. Die Nordostseite des Gipfels befindet sich auf chinesischem Staatsgebiet und die Südseite in Indien.

## Besteigungsgeschichte
Teram Kangri I wurde am 12. August 1975 durch eine von Hajime Katayama geführte japanische Expedition erstbestiegen, die dafür eine Erlaubnis der pakistanischen Regierung erhielt. Nach einer langwierigen Annäherung über den Bilafond La bestieg die Seilschaft von Kazuo Kodaka und Yasunori Kobayashi den Südwestkamm des Teram Kangri II, den sie überschritten und erreichte über den Ostkamm den Hauptgipfel.
Teram Kangri II (7406 m) wurde danach am 12. und 13. August 1975 von allen weiteren Expeditionsmitgliedern bestiegen.
Teram Kangri III (7382 m) wurde 1979 durch japanische Bergsteiger erstbestiegen.
1978 gab es im Siachen Gletschergebiet politisch motivierte Aktivitäten der pakistanischen Armee, worauf im Gegenzug der Teram Kangri II durch eine von Oberst N. Kumar geleitete indische Armeeexpedition bestiegen wurde, um weiter Anspruch auf das Siachen Gletscher-Gebiet zu erheben.
Teram Kangri II wurde seitdem nur ein weiteres Mal 1992, von einer Expedition, die sich über indisches Territorium näherte, bestiegen.